# دج‌کوت
دج‌کوت (به انگلیسی: Dijkot) یک شهر در پاکستان است که در پنجاب واقع شده‌است. دج‌کوت ۱۷۴ متر بالاتر از سطح دریا واقع شده‌است.